# Серков, Иван Иванович
Иван Иванович Серков (1919 — 1976) — подполковник МВД СССР, участник Великой Отечественной войны, Герой Советского Союза (1945).

## Биография
Родился 5 декабря 1919 года в деревне Светица (ныне — Тотемский район Вологодской области). После окончания пяти классов школы работал сначала в колхозе, затем на лесной бирже в Архангельске. В 1939 году был призван на службу в Рабоче-крестьянскую Красную Армию.
С начала Великой Отечественной войны — на её фронтах. Дважды был ранен. В 1944 году окончил Саратовское пехотное училище.
- 25 августа 1944 г. по занятию перекрестка дорог Забранец-Стары, Допчин, Варшасвского уезда (Польша) Серков своим личным примером отваги и мужества увлекал своих бойцов на выполнение боевой задачи командования полка. Выдвинув свою роту скрытно для противника на 150 метров от немецких траншей и по сигналу - дружно с криком Ура! поднял роту в атаку. Рота уничтожила 15 немецких солдат, остальные немцы разбежались. Так Серков содействовал общему успеху полка в борьбе с немецкими захватчиками. За что награжден орденом Отечественной войны 2-й степени (приказ  ВС 47 А №: 116/н от: 27.09.1944).

К январю 1945 года старший лейтенант И. И. Серков командовал ротой 1281-го стрелкового полка 60-й стрелковой дивизии 47-й армии 1-го Белорусского фронта.
Отличился во время освобождения Польши. В ночь с 15 на 16 января 1945 года рота под его командованием переправилась через Вислу в районе населённого пункта Немецки к югу от города Новы-Двур-Мазовецки и приняла активное участие в боях за захват и удержание плацдарма на её западном берегу. В тех боях был тяжело ранен.
Указом Президиума Верховного Совета СССР от 27 февраля 1945 года за «образцовое выполнение боевых заданий командования на фронтах борьбы с немецкими захватчиками, проявленные при этом геройство и отвагу» старший лейтенант Иван Серков был удостоен звания Героя Советского Союза с вручением ордена Ленина и медали «Золотая Звезда» за номером 7611.
После окончания войны был уволен в запас. Проживал и работал сначала на родине, затем в Ярославле. Долгое время служил в органах МВД СССР. В 1969 году в звании подполковника был уволен в запас.
Умер 20 мая 1976 года, похоронен на Западном гражданском кладбище Ярославля.
Был также награждён орденами Красного Знамени и Отечественной войны 2-й степени, рядом медалей.